# Mount Athabasca
Der Mount Athabasca ist ein 3491 m hoher Berg in den kanadischen Rocky Mountains in der Provinz Alberta.
Er befindet sich im Columbia-Eisfeld im Jasper-Nationalpark und wurde erstmals 1898 von John Norman Collie und Hermann Woolley bestiegen. Eine bezeichnende Eigenschaft von ihm ist eine wie ein Horn geformte Spitze nahe dem Gipfel, das Silverhorn (deutsch „Silberhorn“).